# Luis Ruiz de Gopegui
Luis Ruiz de Gopegui Miguel (Madrid, 16 de febrero de 1929-6 de agosto de 2019) fue un físico y escritor español, responsable de las actividades de la NASA en España.

## Biografía
Nació en Madrid en 1929. Su formación académica estuvo truncada algunos años debido al estallido de la Guerra Civil. Acompañado por su hermana, solían visitar a su padre (escondido en un caserón por miedo a represalias derivadas de la guerra), quien les leía novelas e historias de piratas. Cursó sus primeros estudios en el Colegio del Pilar. Estudiando bachillerato a los quince años, construyó su propia emisora de radiodifusión y organizó una emisora local pirata en su barrio (Colonia del Viso).
En clase no era de aquellos estudiantes que destacaban. Era zurdo, lo que le supuso algún que otro problema entre los profesores. En la época, a los zurdos se les consideraba poco menos que "hijos del diablo". Su imaginación le llevaba, en muchas ocasiones, a estar "en la Luna", y muchos compañeros del colegio creían que no llegaría muy lejos.
Inició sus estudios universitarios de Ciencias Físicas en la Universidad Autónoma de Madrid en plena postguerra (licenciándose en 1952). En 1953, recibió una beca para hacer un máster en Ingeniería Electrónica por la Universidad de Stanford en California. Completó sus estudios en la ciudad condal, en cuya universidad obtuvo el doctorado en Ciencias Físicas.

### Trayectoria profesional
Trabajó durante trece años en el Departamento de Electrónica de Alta Frecuencia del Consejo Superior de Investigaciones Científicas. Durante aquel período registró varias patentes en el terreno de la electrónica y las comunicaciones.  En 1966 ingresó en el Instituto Nacional de Técnica Aeroespacial (INTA) e inmediatamente comenzó a trabajar con la NASA en sus instalaciones de España.
Fue director de la Estación de Seguimiento de Fresnedillas, que la NASA utilizó como apoyo, entre otras misiones espaciales, para los vuelos del programa Apolo, Skylab, Apolo-Soyuz y los primeros vuelos del transbordador espacial.
Desde 1984 a 1994 fue director de Programas de la NASA en España. En los últimos años de carrera y hasta su jubilación en 1995, fue director de la Estación de Seguimiento y Adquisición de Datos de Madrid, también dependiente del INTA y NASA; tras su jubilación continuó ligado a la NASA como asesor.

## Obra
Publicó más de medio centenar de trabajos sobre electrónica, comunicaciones y divulgación científica. Desde 1995 colaboró en la revista Universo.Colaboró habitualmente con medios de comunicación acerca de temas relacionados con ingeniería aeroespacial y astrofísica.
- Cibernética de lo Humano, Fundesco, 1983
- Extraterrestres ¿mito o realidad?, Equipo Sirius
- Mensajeros Cósmicos, McGraw-Hill, 1994
- Hombres en el espacio, pasado, presente y futuro, McGraw-Hill, 1999
- Rumbo al Cosmos, Ediciones Temas de Hoy
- 82 Erídano, Equipo Sirius, 2003
- Regreso a la Luna, Silente (Colección Ciencia Ficción), 2010
- Seis niños en Marte, Editorial Media Vaca, 2011
- Viajando con las palabras alrededor del Universo, Adhara, 2014
- Big Bang, el blog de la verdad extraordinaria, Ediciones SM, 2014
- Ludwig, el extraterrestre, Editorial Media Vaca, 2017. ISBN 9788494362576

## Premios y reconocimientos
- 1986 Cruz del Mérito Aeronáutico de Primera Clase.[3]
- Miembro del jurado de los premios Príncipe de Asturias de cooperación internacional.[5]

## Vida personal
Se casó con la activista Margarita Durán Suárez. Tuvieron tres hijas, una de ellas, la novelista Belén Gopegui.